# Phénix
Phénix was een Franse kweekreactor van 250 megawatt, gekoeld met vloeibaar natrium en gebouwd in 1968 te Marcoule, Gard.
Exploitatie gebeurde door CEA en EDF samen. Tot 1989 waren er verschillende lekken en natriumbranden. Natrium brandt als het in contact komt met water. In 1999 werd Phénix aangepast om beter bestand te zijn tegen aardbevingen. In september 2002 gebeurde er een ontploffing nadat overvloedige regenval water in contact had doen komen met een rest natrium. In maart 2008 werd een fout in het brandbeveiliging vastgesteld. In 2009 is de reactor stilgelegd en de ontmanteling van 15 jaar begon in 2012.
In de toekomst zal de Phénix-reactor worden vervangen door een nieuwe natrium-gekoelde kweekreactor te Marcoule, genaamd ASTRID (Advanced Sodium Technological Reactor for Industrial Demonstration), met een vermogen van 600 MWe.